# 陳春瀛
陳春瀛（？—？），字幼海，福建省福州府長樂縣人，清朝政治人物、進士出身。
光緒十五年（1889年），参加光緒己丑科殿試，登進士二甲81名。同年五月，著主事，分部学习。
陳春瀛为郭柏蔭孙婿。